# نعیم قاسم
نعیم محمد قاسم (زاده فوریهٔ ۱۹۵۳) روحانی شیعه و سیاستمدار لبنانی است که به‌دنبال ترور سید حسن نصرالله و سید هاشم صفی‌الدین، در اکتبر ۲۰۲۴ به‌عنوان دبیرکل حزب‌الله لبنان انتخاب شد، وی پیش از این از سال ۱۹۹۱ تا ۲۰۲۴ قائم‌مقام دبیرکل حزب‌الله لبنان بود. وی در حال حاضر، نماینده سید علی خامنه‌ای در لبنان می‌باشد.

## تولد و تحصیلات
نعیم قاسم در فوریه ۱۹۵۳ در شهر کفرفیلا لبنان زاده شد. او از نوجوانی مطالعات اسلامی زیادی داشت و با سن کمتر از ۱۸ سال به خطابه و تدریس دروس دینی پرداخت و در مسجد برای کودکان جلسات هفتگی دروس دینی برگزار می‌کرد. در حوزه علمیه لبنان دروس دینی را تا مراحل عالی نزد علمای برجسته شیعه در لبنان فرا گرفت.
نعیم قاسم در کنار تحصیلات حوزوی، کارشناسی شیمی خود به زبان فرانسه را از دانشکده تربیت معلم دانشگاه لبنان دریافت کرد. او یکی از مؤسسان اتحادیه دانشجویان مسلمان لبنان بود که در دهه ۱۹۷۰ میلادی با هدف ترویج افکار اسلامی در دانشگاه‌ها و مدارس تشکیل شد. نعیم قاسم پس از فارغ‌التحصیلی در مقطع کارشناسی در سال ۱۹۷۷ از دانشگاه لبنان، چون دانشکده تربیت معلم آن دانشگاه وابسته به وزارت آموزش و پرورش لبنان بود برای ۶ سال به تدریس در دبیرستان‌های دولتی پرداخت.

## سیاست
نعیم قاسم از اعضای هیئت مؤسس جمعیت آموزش دینی شیعی در سال ۱۹۷۷ بود. این نهاد وظیفه آموزش اسلامی در مدارس دولتی و خصوصی را بر عهده دارد.
نعیم قاسم تا سال ۱۹۹۰ مدیریت مدارس المصطفی در ضاحیه جنوبی، صور، نبطیه، و قصرنبا را بر عهده داشت. این مدارس برنامه درسی رسمی لبنان را تدریس می‌کنند و بر آموزش دینی و اسلامی مدارس نظارت دارند.

### جنبش امل

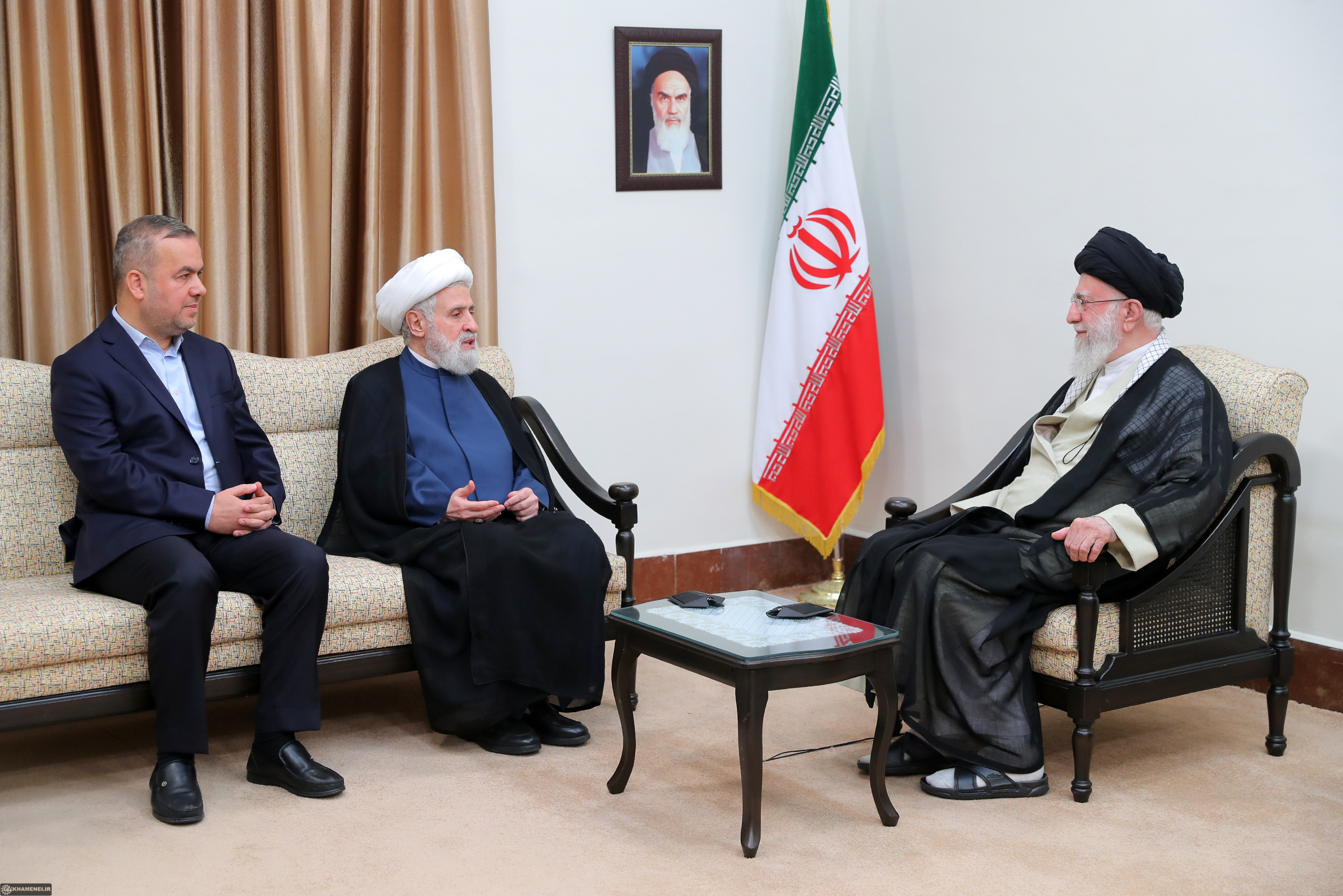
دیدار نعیم قاسم با سید علی خامنه‌ای (۹ مرداد ۱۴۰۳)

نعیم قاسم به‌همراه سید موسی صدر در تشکیل جنبش امل یا حرکة المحرومین در سال ۱۹۷۴ نقش داشت و در آغاز معاون فرهنگی آن جنبش بود و پس از مدتی مسئول ایدئولوژی و فرهنگ جنبش شد. پس از ناپدید شدن موسی صدر در لیبی، و انتخاب حسین الحسینی به رهبری جنبش امل در سال ۱۹۷۸ نعیم قاسم به عضویت شورای رهبری این جنبش درآمد.
او پس از انقلاب ۱۳۵۷ از جنبش امل کناره‌گیری کرد و برای ۲۰ سال به تدریس علوم حوزوی و فعالیت‌های تبلیغی و اسلامی در مساجد و حسینیه‌های بیروت و ضاحیه جنوبی پرداخت. او در آغاز انقلاب ایران در کمیته‌های اسلامی حامی انقلاب اسلامی ایران فعالیت تبلیغی می‌کرد.

### حزب‌الله

#### آغاز
نعیم قاسم در تأسیس حزب‌الله لبنان همکاری داشت. او در آغاز مسئول فعالیت‌های تربیتی و پیشاهنگی در بیروت بود. سپس نایب‌رئیس شورای اجرایی حزب‌الله شد و بعد از آن ریاست این شورا را به دست گرفت. پس از انتصاب عباس موسوی در سال ۱۹۹۱ به عنوان دبیرکل حزب‌الله و پس از ترور او و روی کار آمدن حسن نصرالله، نعیم قاسم ۵ دوره متوالی نایب‌رئیس و قائم‌مقام حزب‌الله لبنان بود.

#### دولت
نعیم قاسم همچنین رئیس شورای پارلمانی حزب‌الله را بر عهده دارد که مسئول پیگیری فعالیت‌های سیاسی و قانون‌گذاری نمایندگان این گروه در مجلس نمایندگان لبنان است. او از زمان نخستین انتخابات پارلمانی لبنان در سال ۱۹۹۲ تا امروز هماهنگ‌کننده کل انتخابات حزب‌الله بوده است. او همچنین ریاست هیئت دولتی حزب‌الله را بر عهده دارد که مسئول پیگیری عملکرد وزارتخانه‌ها و تصمیم‌های آنها و همچنین نظارت بر وزرای حزب‌الله در دولت است.

#### نویسندگی
نعیم قاسم چند کتاب نوشته که شناخته‌شده‌ترین آن حزب‌الله است. او در این کتاب به شرح اهداف، تاریخچه و دیدگاه‌های سیاسی این گروه می‌پردازد. این کتاب به بیش از هفت زبان ترجمه شده است.

#### درگیری‌های نظامی
نعیم قاسم در درگیری‌های بین حزب‌الله و اسرائیل نقش داشته است، از جمله در جنگ‌های عملیات مسئولیت‌پذیری در ژوئیه ۱۹۹۳، عملیات خوشه‌های خشم در آوریل ۱۹۹۶، آزادسازی جنوب لبنان در سال ۲۰۰۰، و جنگ ۲۰۰۶ اسرائیل و لبنان نقش داشته است.

#### ریاست
او در ۲۹ اکتبر ۲۰۲۴ پس از کشته شدن سید حسن نصرالله در حملات اسرائیل، به‌عنوان دبیرکل حزب‌الله لبنان توسط این گروه منصوب شد. تحلیلگران شرایط او در آغاز دبیرکلی را بسیار سخت‌تر از شرایط آغاز به کار حسن نصرالله در سال ۱۹۹۲ می‌دانند؛ زیرا در آن دوره تنها سید عباس موسوی، دبیرکل قبلی ازسوی اسرائیل ترور شده بود. اما ساختار فرماندهی حزب‌الله مانند دورهٔ آغاز به کار قاسم آسیب ندیده بود. حسن ابراهیم نویسنده و تحلیلگر سیاسی به شبکه خبری العالم گفت که انتخاب نعیم قاسم به عنوان دبیرکل حزب‌الله، به خاطره شخصیت قاسم انجام شده است. وی افزود که نعیم قاسم فردی متدین و فعال در زمینه‌های تشکیلاتی بوده و دارای شخصیتی جدی و مستحکم است. وی اطلاع کافی از اوضاع حزب داشته و نیازی به بررسی مجدد پرونده‌های آن ندارد.
یوآف گالانت وزیر دفاع اسرائیل، بلافاصله پس‌از اعلام این تصمیم ازسوی حزب‌الله در حساب کاربری خود در ایکس (توییتر) قاسم را به ترور تهدید کرد و نوشت: «این تصمیمی گذراست و زیاد به طول نخواهد انجامید». وی همچنین گفت شمارش معکوس برای رهبر جدید حزب‌الله آغاز شده است.

## روابط با ایران
نعیم قاسم، بارها به ایران سفر کرده و با مقام‌های ارشد از جمله رهبر جمهوری اسلامی دیدار کرده است.
او در سال ۲۰۲۳ پس از سفر به این کشور در پستی در توییتر (ایکس) دربارهٔ اوضاع جاری ایران نوشت: «از ایران بازگشتم و از پایداری و ثبات این کشور بعد از اغتشاشات اخیر مطمئن شدم.»
اشاره او به به اعتراضات سال ۱۴۰۱ جنبش «زن زندگی آزادی» بود.
نعیم قاسم همچنین کتابی به اسم «ولی احیاکننده» نوشته که دربارهٔ «اندیشه‌های راهبردی» آیت الله خامنه‌ای رهبر جمهوری اسلامی ایران است.
این کتاب را خبرگزاری تسنیم به فارسی منتشر کرده و در سال ۱۳۹۴ مراسمی برای انتشار آن با حضور نعیم قاسم و حسین سلامی، جانشین فرمانده کل سپاه پاسداران انقلاب اسلامی برگزار شد.
نعیم قاسم پس از توافق هسته‌ای برجام بین ایران و قدرت‌ های غربی (آمریکا، انگلیس، فرانسه و آلمان) به همراه روسیه و چین، در سخنانی این توافق را «سرآغاز راه حل‌های سیاسی در منطقه دانست» و تأکید کرد «کشورهای منطقه باید درک کنند که منافع آنها در این است که با ایران اتفاق نظر کنند.»

## آثار
قاسم تاکنون بیش از ۱۰ کتاب نوشته و تألیف کرده که به‌شرح زیر است:
- حزب‌الله :خط مشی، گذشته و آیندهٔ آن[۱۰] (به هفت زبان از جمله فارسی ترجمه شده)
- الشباب شعلة تحرق أو تضیء[۱۱]
- المهدی المخلص[۱۲]
- قصتی مع الحجاب
- معالم للحیاة من نهج الأمیر
- سبیلک إلی مکارم الأخلاق.
- عاشوراء مددٌ و حیاة (بارها چاپ شده).
- سلسلة شرح رسالة الحقوق للإمام زین العابدین (۷ جلد)
- مجتمع المقاومة (إرادة الشهادة وصناعة الانتصار)
- سبیل الله
- القرآن منهج هدایة
- الولی المجدد[۱۳] (کتابی دربارهٔ سید علی خامنه‌ای که ترجمه فارسی آن در ایران با نام رهبر احیاگر؛ سیری در اندیشه‌های راهبردی امام خامنه‌ای توسط انتشارات خبرگزاری تسنیم به چاپ رسیده است)[۱۴][۱۵][۱۶]